# Gran Premi Rüebliland
El Gran Premi Rüebliland (Grand Prix Rüebliland) és una competició ciclista per etapes de categoria júnior que es disputa anualment al cantó d'Argòvia a Suïssa. Fins al 2007 va formar part de la Copa del Món UCI júnior.

## Palmarès
| Any  | Vencedor              | Segon                 | Tercer              |
| ---- | --------------------- | --------------------- | ------------------- |
| 1977 | Greg Alison           |                       |                     |
| 1978 | Jürg Bruggmann        |                       |                     |
| 1979 | Nikolaas Emonds       |                       |                     |
| 1980 | Niki Rüttimann        |                       |                     |
| 1981 | Mathieu Hermans       |                       |                     |
| 1982 | Enrico Pezzetti       |                       |                     |
| 1983 | Sandi Papez           |                       |                     |
| 1984 | Gerrit de Vries       |                       |                     |
| 1985 | Gerrit de Vries       | Simone Pedrazzini     | Felice Puttini      |
| 1986 | Antoine Lagerwey      | Armand De Las Cuevas  | Laurent Dufaux      |
| 1987 | Reto Matt             | Roger Devittori       | Martin Königsberger |
| 1988 | Luca Cirimbelli       | Beat Zberg            | Davide Rebellin     |
| 1989 | Beat Zberg            | Oscar Camenzind       | Marco Serpellini    |
| 1990 | Trond Bjerkly         | Hans Petter Erikstad  | Torsten Schmidt     |
| 1991 | Roland Müller         | Pasquale Santoro      | Mesrop Shabioan     |
| 1992 | Davide Dante          | Marcel Renggli        | Federico Tozzo      |
| 1993 | Cyrille Legrand       | René Jørgensen        | Laurent Lefèvre     |
| 1994 | Allessandro Brendolin | Marcel Strauss        | Patrick Calcagni    |
| 1995 | Antonio Rizzi         | Leon Bergant          | Rui Roque           |
| 1996 | Stephan Schreck       | Claudio Bartoli       | Milovan Stanic      |
| 1997 | Sandro Güttinger      | Matthias Kessler      | Michele Scarponi    |
| 1998 | Xavier Pache          | Roy Sentjens          | Lars Ytting Bak     |
| 1999 | Antonio Bucciero      | Theo Eltink           | Giacomo Garofoli    |
| 2000 | Daniel Gysling        | Hans Henrik Jørgensen | Daniel Musiol       |
| 2001 | Niels Scheuneman      | Mathieu Perget        | Sebastian Schwager  |
| 2002 | Jos Harms             | Thomas Dekker         | Matej Jurčo         |
| 2003 | Martin Velits         | Anders Lund           | Thomas Frei         |
| 2004 | Roman Kreuziger       | Eros Capecchi         | Marcel Wyss         |
| 2005 | Martijn Keizer        | Thomas Guldhammer     | Etienne Pieret      |
| 2006 | Björn Thurau          | Giorgio Brambilla     | Marko Kump          |
| 2007 | Dimitri Le Boulch     | Yannick Eijssen       | Marek Benda         |
| 2008 | Cyrille Thièry        | Jelle Posthuma        | Masanori Noguchi    |
| 2009 | Oscar Riesebeek       | Bob Jungels           | Pelle Niklas Clapp  |
| 2010 | Bob Jungels           | Daan Olivier          | Mario Vogt          |
| 2011 | Alexis Gougeard       | Adrien Legros         | Louis Vervaeke      |
| 2012 | Sam Oomen             | Ildar Arslanov        | Tom Bohli           |
| 2013 | Mathieu van der Poel  | Mads Pedersen         | Ayden Toovey        |
| 2014 | Lennard Kämna         | Pàvel Sivakov         | Rayane Bouhanni     |
| 2015 | Marc Hirschi          | Gino Mäder            | Niklas Larsen       |
| 2016 | Reto Müller           | Alessandro Covi       | Marc Hirschi        |
| 2017 | Thomas Pidcock        | Alexis Renard         | Ivan Smirnov        |
| 2018 | Enzo Leijnse          | Biniam Ghirmay        | Daniel Arnes        |
| 2019 | Quinn Simmons         | Fredrik Gjesteland    | Magnus Sheffield    |
| 2020 | Andrii Ponomar        | Enzo Paleni           | Adam Holm Jørgensen |
| 2021 | Trym Brennsæter       | Finlay Pickering      | Colby Simmons       |
| 2022 | Emil Herzog           | Jørgen Nordhagen      | Theodor Storm       |